# 1949 în informatică
- 1948 în informatică — 1949 în informatică — 1950 în informatică

1949 în informatică a însemnat o serie de evenimente noi notabile:

## Evenimente
- 6 mai: începe să funcționeze EDSAC, primul calculator cu programul electronic stocat

Aceasta este considerată ziua de naștere a informaticii moderne. Maurice Wilkes și o echipă de la Universitatea din Cambridge au executat primul program stocat pe calculatorul EDSAC, care a folosit bandă de hârtie pentru datele de intrare-ieșire. Bazat pe ideile lui John von Neumann despre calculatoarele cu program memorat, EDSAC a fost primul calculator pe deplin funcțional bazat pe arhitectura Neumann.
- John Presper Eckert și John William Mauchly construiesc BINAC[1] (Binary Automatic Computer) pentru Northrop.

- Primul calculator australian CSIR Mk I (cunoscut mai târziu ca CSIRAC) a rulat primul său program de testare. A fost un calculator electronic de uz general bazat pe tuburi vidate. Memoria sa principală stoca date ca o serie de impulsuri acustice în tuburi lungi de 1,5 m umplute cu mercur.

- Calculatoarele viitorului nu vor cântări mai mult de 1,5 tone - predicție a revistei Popular Mechanics [2]